# Terrorplanerna i Köpenhamn 2010

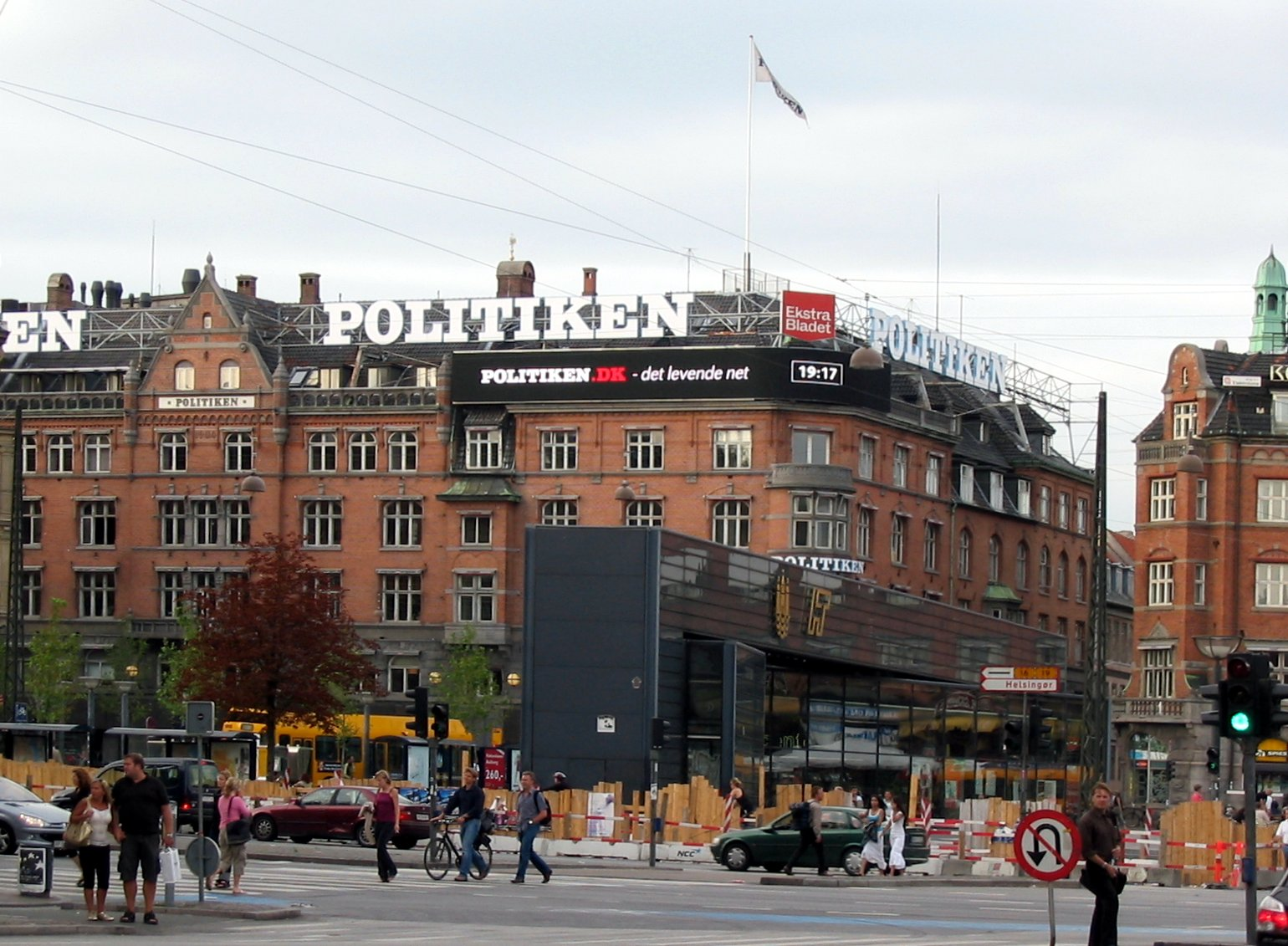
Politikens Hus vid Rådhuspladsen i Köpenhamn, där bland annat Jyllands-Posten har sin redaktion.

Den 29 december 2010 greps fem personer, varav fyra i Danmark och en i Sverige, som misstänkta för förberedelse till terroristbrott. Enligt den danska säkerhetstjänsten Politiets Efterretningstjeneste (PET) handlade det om en planerad attack mot tidningen Jyllands-Postens redaktion vid Rådhuspladsen i centrala Köpenhamn där de, enligt PET, skulle "döda så många som möjligt". Motivet till det planerade attentatet uppgavs vara tidningens publicering av de omtalade teckningarna av profeten Muhammed 2005.

## Gripandena
Den 29 december 2010 greps fem personer, varav fyra i Danmark och en i Sverige, som misstänkta för förberedelse till terroristbrott. Tre av de gripna männen åkte till Danmark från Sverige natten till den 29 december i en bil som hyrdes från Statoil i Kista. När de passerade in i Danmark åkte de till en lägenhet i Herlev utanför Köpenhamn där de greps av dansk polis den 29 december. Vid polisens husrannsakan i lägenheten beslagtogs bland annat en kulsprutepistol med ammunition och ljuddämpare samt buntband i plast som enligt polisen kan användas som handfängsel. En fjärde man greps samtidigt i en lägenhet i Greve utanför Köpenhamn. Han misstänks ha tillhandahållit en av de lägenheter där de andra tre männen greps. Samtidigt som gripandena i Danmark greps också en femte man av svensk polis i en lägenhet i Järfälla utanför Stockholm.
Gripandena skedde genom ett samarbete mellan den danska säkerhetstjänsten Politiets Efterretningstjeneste (PET) och den svenska Säkerhetspolisen (Säpo). Samma dag som gripandena skedde höll chefen för PET Jakob Scharf och chefen för Säpo Anders Danielsson en presskonferens där man berättade om gripandena. Där sa man bland annat: "Det är vår uppfattning att de gripna planerade ett terrordåd mot en tidning och att den tidningen är Jyllands-Posten här i Köpenhamn. Angreppet skulle ha genomförts innan den 1 januari och man skulle då ha trängt in på tidningen och med hjälp av k-pisten dödat så många som möjligt". Motivet till det planerade attentatet uppges vara Jyllands-Postens publicering av de omtalade teckningarna av profeten Muhammed 2005.
Enligt Anders Danielsson hade Säpo haft kännedom om de misstänkta sedan tidigare och även haft dem under dygnet runt-bevakning i omkring två månader före gripandena. Jakob Scharf beskrev de gripna som "våldsamma islamistiska extremister" med "koppling till internationella terrornätverk". Scharf liknade också utförandet av den planerade attacken med terroristattackerna i Bombay 2008, där 164 människor dödades. Enligt Anders Danielsson hade gripandena inget samband med höjningen av terrorhotnivån i Sverige från en trea till en tvåa på en femgradig skala i början av oktober 2010. Det fanns inte heller, enligt Danielsson, någon koppling till bombdåden i Stockholm den 11 december 2010.

## Domstolsförhandlingar
Den 30 december häktades tre av de fyra män som greps i Danmark av tingsrätten i Glostrup utanför Köpenhamn som misstänkta för förberedelse till terroristbrott och vapenbrott. Dessa är tidigare dömda för brott i Sverige. Den tunisiske medborgaren dömdes 2000 för misshandel av sin dåvarande hustru, olaga hot och våldsamt motstånd till dagsböter, och 2004 för misshandel, olaga hot och narkotikabrott. Den person som är född i Sverige dömdes 2000 av Stockholms tingsrätt för misshandel, olaga hot, ofredande och sexuellt ofredande till rättspsykiatrisk vård. Den person som är född i Libanon dömdes 2004 till fem månaders fängelse för bland annat hot och våld mot tjänsteman. De tre männen nekar till anklagelserna. Den fjärde mannen som greps i Danmark släpptes på fri fot men misstankarna mot honom kvarstår enligt åklagaren.
Samma dag häktades också en av männen av Attunda tingsrätt utanför Stockholm som på sannolika skäl misstänkt för förberedelse till terroristbrott. Även den mannen nekar till anklagelserna. Av de fem personer som greps den 29 december 2010 är fyra bosatta i Sverige, varav tre är svenska medborgare (två av männen föddes i Tunisien, en i Libanon och en i Sverige), samt en irakisk man som sökt asyl i Danmark.
I USA dömdes David Headley till 35 års fängelse, och Tahawwur Rana till 14 års fängelse för, bland annat, deras inblandning i terrorplanerna i Köpenhamn.

## Reaktioner

### Danmark
Danmarks statsminister Lars Løkke Rasmussen sa i ett uttalande: "Jag är förfärad över att en grupp personer har haft konkreta planer på att begå ett mycket allvarligt terrorangrepp här i landet. Det understryker att det finns ett allvarligt terrorhot mot Danmark. Enligt PET var Jyllands-Posten tilltänkt mål för angreppet, och jag vill gärna uttrycka min medkänsla med tidningens anställda. Jag vill gärna understryka att oavsett dagens händelse är det fortsatt min övertygelse att terror inte ska få oss att ändra vårt öppna samhälle och våra värderingar, i synnerhet demokrati och yttrandefrihet".
Justitieminister Lars Barfoed skrev i ett e-brev till nyhetsbyrån Ritzau: "Gruppens planer på att döda så många som möjligt är mycket skrämmande och är nog det hittills allvarligaste terrorförsöket i Danmark".
Lars Munch, vd för mediekoncernen JP/Politikens Hus som äger bland annat Jyllands-Posten, sa i ett uttalande att han är chockad över terrorplanerna och att det är "förfärande för våra medarbetare och deras familjer att återigen se sin arbetsplats hotad".
Zubair Butt Hussain, talesman för den muslimska paraplyorganisationen Muslimernes Fællesråd, skrev i ett pressmeddelande: "Muslimernes Fællesråd finner det mycket bekymrande att det har funnits planer på terrorangrepp mot mål i Danmark. Muslimernes Fællesråd tar ovillkorligt avstånd från varje terrorhandling, oavsett vilka motiv och grunder som må ligga bakom! [...] Det är viktigt att understryka att varje form av terrorhandling är och alltid kommer att förbli i strid med islam!".

### Sverige
Sveriges dåvarande justitieminister Beatrice Ask skrev i en kommentar till Tidningarnas Telegrambyrå (TT) att gripandena är en bekräftelse på att den internationella terrorismen berör Sverige: "Den svenska regeringen tar bekämpningen mot terrorism på stort allvar och har därför gjort stora satsningar på Polisen och Säkerhetspolisen", skrev hon bland annat.
Helena Benaouda, ordförande i paraplyorganisationen Sveriges muslimska råd och vars dotter har barn med en av de misstänkta som häktats i Köpenhamn, skrev i ett e-brev till TT: "Min inställning är och har alltid varit att kriminalitet och att all extremism samt användandet av våld och odemokratiska medel är oacceptabelt. Jag tror på ett öppet samhälle där individen har både rättigheter och skyldigheter, där alla – oavsett kön, etnicitet, religion, sexuell läggning och ålder har samma människovärde och där alla ska vara delaktiga. Våldsam kriminell verksamhet och terrorism är en attack mot ett sådant samhälle och mot allt jag tror på, inklusive min religiösa tro, islam. Jag, som alla andra, måste ta hotet om extremism – även islamisk extremism – på allvar för att skydda det jag tror på".
Flera svenska tidningar, däribland Aftonbladet, Expressen och Svenska Dagbladet, har höjt sin säkerhetsberedskap till följd av den planerade attacken.